# Стрийська Думка
«Стрийська Думка» (з 1936 «Думка») — інформативно-суспільний орган Підкарпаття, Верховини і Подністров'я, виходив двічі (з 1936 тричі) на місяць у Стрию протягом 1933-1939 років. Видавцем і головним редактором був Альфред Козак, брат популярного письменника-гумориста, карикатуриста Едварда Козака (Еко).
Обсяг її був чотири, шість і вісім сторінок великого газетного формату. Часто випуски конфіскувалися через цензуру. Редакція знаходилася спочатку на вул. Фредра, 8, від квітня 1935 року — на вул. Івашкевича, потім — на вул. Добрівлянській Бічній, 10. Співробітників було небагато, працювали безоплатно, а саме: учитель Михайло Приймак, студент Петро Дмитришин і юрист Ярослав Педох. Було також декілька активних дописувачів.
Газета була широкого профілю. Вона публікувала суспільно-політичні статті, рецензії, художні твори, наукові дослідження, огляд законодавства, історичні матеріали, поздоровлення, некрологи.